# 明清邯郸城
明清邯郸城，是指河北省邯郸市在明朝和清朝时期的老城城貌，位于今邯郸市城区沁河南岸到滏阳河之间。邯郸城在宋金时期都有修建的历史，但多毁于战火，至于元代，由于史料匮乏，记载不多。由于多次的战乱和兵祸，邯郸由汉代全国性的大都会最终衰落为一个蕞尔小县，并且一直到清末，其普通县城的地位也一直未能改变，城池规模也一再缩小。

## 历史
1368年，明太祖朱元璋在南京登基称帝，国号大明，随后派遣徐达、常遇春率大军北伐中原，攻佔邯郸城。此时的邯郸城，“南不过斜街口，北不过观音阁，远不及二里，东西仅半里”。总面积只有0.5平方公里，人口只有2万多。就连当地修县志的人也慨叹到“何其隘也！”。明太祖及其后世之君注重邯郸在黄河流域的重要性，加强对邯郸的管理，大力修建邯郸城。邯郸开始改变五代十国时期衰落的面貌，持续一千多年萧条的邯郸，此时期才得以恢复。
明清时期的邯郸城，有关修建的记载不少。明代的邯郸城最早是明太祖时期修建起来的。其后，明宪宗成化二年（1466年）扩建，重修东北隅，移拓三里许，周围五里四十六步，高二丈，阔一丈五尺。明武宗正德六年（1511年）加修，正德九年（1514年）借导河之役又加以修缮。嘉靖十年（1531年）又堵塞东西四门，而在适中之处，另开东西二门。嘉靖二十四年（1545年）邯郸城墙大坏，知县董威于是复加修葺，进一步扩大了邯郸城的规模，修葺好的邯郸城周围广八里，高三丈，底阔三丈，收顶一丈五尺，“筑敌台二十有五。台立铺舍三楹；甓甃女墙千五百八十有九；四隅各构危橹，四门各劵层城：东曰詹岱，西曰环沁，南曰带河，北曰拱极。”。隆庆六年（1572年），知县张第又对邯郸城进行了一定的修补缮建，并将北门改为“迎祥门”。明朝最后一次修建邯郸城是在崇祯十一年（1638年）。
清代的邯郸城依然有着保留下来的城墙，但规制较明代变化不大。康熙七年（1668年）秋，下大雨，由于城墙自明隆庆四年（1572年）以后，没有进行过大的维修，城垛大坏。当时新任县令张慎发捐银五百八十金，组织人工进行修复。修复后的邯郸城墙，其广其厚，皆不如前。此后，乾隆八年（1743年），知县郑方坤始加修葺，乾隆十五年（1750年），因乾隆帝南巡途径邯郸，故时任知县怀荫布大加修整，但因财力匮乏，无法恢复到明朝时期的城建规模；道光十年（1830年），由于地震堞垣复坏；同治二年（1868年），邯郸遭受兵祸破坏，知县英棨、荫禄、侯国钧按明朝董威旧制，又重建邯郸城墙，筑炮台三十、垛口三千一百有奇；光绪十四年（1888年），知县阚絗又补修北门，并改其东向为西北向，名仍曰“迎祥”。光绪二十七年（1901年），慈禧太后和光绪帝结束西行，返回北京，道经邯郸，知县袭彦师于是在县署修建行宫，县城规模由此扩大。

## 布局

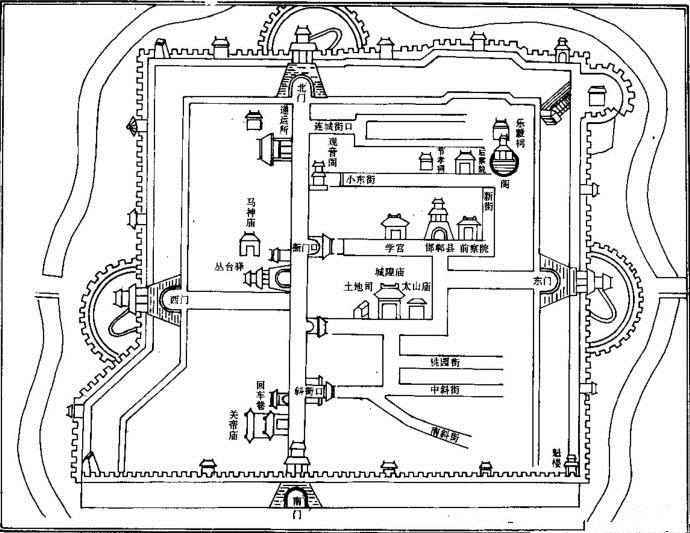
明《嘉靖广平府志卷一·<封域志>》所刊载的，明代嘉靖年间（1522年—1566年）邯郸城主城区的容貌，可以清晰地看到主城区的城门和和街道。

### 护城河
明代邯郸城的护城河，始建于嘉靖十年（1531年），由知县赵时吉组织兴建。嘉靖二十四年，知县董威又主持进行了加浚。加浚后的护城河，濠阔七丈，深一丈五尺，堤阔四丈。护城河与城墙，圈定了明代邯郸城的规模。

### 城门
关于城门的修建，历史记载多有矛盾之处。比如《古今图书集成》所引的《邯郸县志》上说“成化间，始于南北各拓半里许，即于拓处开东西四门，正德间，塞四门，酌南内之中，始开东西二门”。关于成化年间的那场“成化拓城”，其他史料有着不同记载，《嘉靖广平府志卷一·<封域志>》写到“其城古赵域，历代无考。我朝成化二年重新东北隅，移拓三里许，周五五里四十六步，高二丈，阔一丈五尺”。经过后世学者的考证研究，多认为关于城门的修建，《嘉靖广平府志》记载较为准确，而清人编纂的《古今图书集成》所引的《邯郸县志》却有不确之处。
根据唐彝所写《县尹张公修城记》记载到，明武宗正德六年（1511年）知县张伟加修邯郸城池，其城“高逾三丈，阔二丈，围一万五十尺，每五十尺立一台，而垛口则二千四百有奇。门六，东西者四，南北者二，悉有楼橹。门旁复置墩台，令人便守”。明武宗在位一共十六年，因此张伟在正德六年（1511年）为了防止刘六攻打邯郸而修建城池后，邯郸城在后期不会再大规模的建设。《古今图书集成》所引的《邯郸县志》中所谓的“正德间，塞四门，酌南内之中，始开东西二门”是错误的。其实邯郸城又六门改键位四门，应该在嘉靖二十四年（1545年），这可以从《嘉靖广平府志卷一·<封域志>》锁刊载的《邯郸城池图》以及嘉靖年间袁炜为知县董威修建邯郸城而撰写的《修邯郸城记》中可以找到明证。

### 街道
明朝的邯郸城并不规整，南门和北门是对称的，有一条南北大道相连，然而东门和西门则不对称，东门偏南，西门偏北，东门与南门大道之间有一条东西向的大陆与之垂直相连；在这条大路的中段，沿邯郸县县治以南，有一条南北向的大街向南延伸到南墙根你，然后西折，沿着南城墙平行地向西与南北大道相接。此外，西门与南北大道之间也有一条东西想的大路与之垂直连接。这四条道路，将邯郸城自然地分为五个区域：东北区、西北区、东南区、正南区、西南区。东北区最大，正南区次之，西南区和东南区随后，西北区最小。
在东北区主要分布着邯郸县官府机构—东察院、西察园、养济院、马神庙、行太仆寺、察院、县治、儒学、地运所等。西北区有丛台驿，正南区有公馆、城隍庙，西南区有关帝庙。嘉靖以后，一直到明朝灭亡，历任邯鄲知縣都屡次加修县治，但是县治的规模以及基本布局较前没有什么大变化。清朝时期的邯郸城布局和明朝差不多，在西南区建有府馆，后废除，西北地区设立了地运所，西南区有丛台驿、马军营，而僧会司和道会司这样的宗教管理机构分设在城东爆台寺和城西东明观。另外城东还建有养济院，城东北有一座演武场，后来也被废除，另外一座练武场在城南；马厂在城东，义仓在城隍庙西。此外城内还设有若干牌坊，节爱坊（在县治前）、承流坊、宣化坊、千山耸翠坊、四水含灵坊，以及十四座科第褒封坊。

### 丛台
另外，丛台作为邯郸一处名胜古迹，嘉靖以前，丛台在邯郸城之外。嘉靖十三年（1534年），兵备副使杨彝“饬兵赵地，阅城邯郸”之时，因见丛台“距城不寻丈，其势峨然出地表”，为了避免“高台迫城，仰而受敌”的不利情况，杨彝便下令由县丞王景负责组织营建，按杨彝意图，修筑起甬道，把城墙与丛台连结起来，使之成为城墙的一部分。不过，当时建起的甬道，“阔仅丈许”，与城墙还是有着明显的差异。嘉靖二十四年（1545），知县董威又借修城之机，扩建了甬道，使“其阔遂与台相等”。

### 桥梁
据《嘉靖广平府志》卷三《山川志·川之附》记载，在明代邯郸城周建有四座桥梁，县城北门外建有“北桥”，它是明万历年间所建“学步桥”前身；在县城东五里滏阳河上建有“柳林桥”；在县城东五里建有“耒马桥”，它是后来“南苏曹桥”的前身；在县城东北五里建有“苏曹桥”，它是后来“北苏曹桥”之前身。

## 现状
为了社会和经济的发展，邯郸市自1949年逐步拆除了明清时期的古城墙，在城墙之外又修建了许多建筑物，老城区逐步落后，在今邯郸市城内中街，仍保留了一段明清时期御道。